# Jaderné zařízení Natanz
Jaderné zařízení Natanz (persky تأسیسات هسته‌ای نطنز‎), oficiálně jaderné zařízení Šahída Ahmadího Rošana (persky تأسیسات هسته‌ای شهید احمدی روشن‎), je největší jaderné zařízení na obohacování uranu v Íránu. Jedná se o jedno z center íránského jaderného programu. Je tvořeno nadzemní a podzemní částí, která je chráněna betonovým štítem o tloušťce přibližně 7,6 metrů. Nachází se nedaleko Natanzu, 125 km od Isfahánu a 250 km od Teheránu.
Zařízení má kapacitu 50 000 ostředivek; podle informací z června 2025 je zde nainstalováno přibližně 14 000 odstředivek, z nichž zhruba 11 000 je v provozu. Podle íránských úřadů jsou odstředivky z bezpečnostních důvodů umístěny 40–50 metrů pod zemí.
O existenci zařízení poprvé informovali Lidoví mudžáhedíni v roce 2002. V průběhu izraelsko-íránské války v červnu 2025 Izrael zaútočil na zařízení. Podle generálního ředitele Mezinárodní agentury pro atomovou energii Rafaela Grossiho byla nadzemní část zařízení zničena. Dne 22. června 2025 zaútočily na zařízení rovněž Spojené státy americké. Podle USA bylo zařízení zničeno, zatímco Írán uvedl, že bylo vážně poškozeno.

## Historie
V roce 2002 Národní rada odporu Íránu odhalila existenci utajeného zařízení na obohacování uranu v Natanzu, což vyvolalo obavy ohledně íránského jaderného programu.
V roce 2003 íránský prezident Muhammad Chátamí přiznal existenci zařízení a dovolil Mezinárodní agentuře pro atomovou energii (MAAE) provést inspekci zařízení. MAAE nenašla důkazy o vývoji jaderné zbraně, nalezla plutonium a vysoce obohacený uran. V důsledku těchto objevů a odmítnutí Íránu plně spolupracovat s agenturou eskalovalo napětí mezi Íránem a západními zeměmi.
V únoru 2003 navštívil generální ředitel MAAE Muhammad al-Barádaj zařízení a oznámil, že 160 odstředivek je připraveno k provozu a dalších 1 000 je ve výstavbě. V průběhu téhož roku inspektoři MAAE objevili v zařízení částice vysoce obohaceného uranu. Írán uvedl, že materiál byl kontaminován dodavatelskou zemí, kterou však nejmenoval.
Obohacování uranu v zařízení bylo zastaveno v červenci 2004. V roce 2006 Írán oznámil, že obnoví obohacování uranu. V září 2007 íránská vláda oznámila instalaci tří odstředivek.

### Izraelské letecké údery (2025)
Dne 13. června, v první den izraelsko-íránské války, Izrael zničil nadzemní část zařízení. Mezinárodní agentura pro atomovou energii uvedla, že v době útoků se uran v zařízení obohacoval na 60% hodnotu. Izrael rovněž poškodil nedalekou elektrickou rozvodnu, což způsobilo výpadek proudu v celém areálu a zničení odstředivek v podzemní části. Poškozena byla také protivzdušná obrana kolem zařízení.

### Americké letecké údery (2025)
Dne 22. června americké letectvo a námořnictvo zaútočily na jaderné zařízení Natanz. Zasažen byl také závod na obohacování uranu Fordu a Centrum jaderné technologie v Isfahánu.
Útok provedly strategické bombardéry Northrop B-2 Spirit letící bez mezipřistání z Whitemanovy letecké základny a ponorky. Bombardéry svrhly dvě bomby GBU-57A/B MOP na Natanz a dvanáct na závod na obohacování uranu Fordo, zatímco ponorky vystřelily 30 řízených střel BGM-109 Tomahawk na Natanz a Centrum jaderné technologie v Isfahánu. Poprvé v historii byl v boji použit tento typ bomb.